# Edward Teller
Edward Teller (Budapest, 15 gennaio 1908 – Stanford, 9 settembre 2003) è stato un fisico ungherese naturalizzato statunitense, "padre" della bomba all'idrogeno.

## Biografia
Fisico nucleare di origine ebreo-ungherese, nel corso degli anni trenta emigrò negli Stati Uniti d'America. Teller appartenne a quel gruppo di famosi scienziati di nazionalità ungherese, cresciuti a Budapest all'inizio del XX secolo e poi costretti a rifugiarsi negli Stati Uniti d'America per sfuggire alle persecuzioni naziste, gruppo comprendente anche Stephen Brunauer, Paul Erdős, Eugene Wigner, John von Neumann e Leó Szilárd. Questo straordinario gruppo di geni era anche stato ironicamente denominato come il "clan degli ungheresi".
Durante la seconda guerra mondiale partecipò al Progetto Manhattan per la costruzione della bomba atomica, progetto coordinato dal fisico Robert Oppenheimer, di cui Teller divenne in seguito acerrimo oppositore. Insieme con Hermann Arthur Jahn descrisse il fenomeno noto come effetto Jahn-Teller. È il "padre" della bomba termonucleare, o bomba all'idrogeno, il cui primo esemplare sperimentale fu fatto esplodere il 1º novembre 1952 nell'atollo Enewetak dell'Oceano Pacifico (Operation Ivy). Fu anche tra gli ideatori dell'operazione Plowshare sull'utilizzo civile delle bombe atomiche.

## Riconoscimenti
Nel 1962 gli venne conferito il Premio Enrico Fermi. Nel 1991 vinse il primo premio Ig Nobel (un premio parodistico) per la Pace, come padre della bomba all'idrogeno e primo sostenitore dello Strategic Defense Initiative (o Guerre stellari), « [...] per aver dedicato la vita al cambiamento del concetto di pace quale era stato inteso sinora». Il 23 luglio 2003, meno di due mesi prima della sua morte, il presidente George W. Bush gli ha concesso la medaglia presidenziale della libertà.

## Riferimenti nella cultura di massa
Per la notorietà e il carattere controverso della sua figura, ricorrono nella cultura di massa dei personaggi probabilmente a lui ispirati:
- il dottor Stranamore negli omonimi libro e film;
- il prof. Groeschele, consigliere del Pentagono, interpretato da Walter Matthau, in A prova di errore;
- il dottor Bruno Blutgeld in Cronache del dopobomba di Philip K. Dick e dell'antagonista del connazionale Dottor Gaby in Messaggio da Cassiopea di Chloe Zerwick ed Harrison Brown, ebrei ungheresi, collaboratori del governo degli Stati Uniti come Teller;
- il gruppo punk statunitense Bad Religion nell'album No Substance ha dedicato a Edward Teller una canzone, intitolata The biggest killer in American history;
- il dottor Teller del film di spionaggio Operazione U.N.C.L.E.: nel film lo scienziato viene costretto a mettere a disposizione di Vinciguerra, una donna senza scrupoli, le sue competenze scientifiche. Questa, dopo essersi servita di lui per la costruzione di una bomba atomica, lo uccide a sangue freddo;
- Nel film Oppenheimer (2023), Teller è interpretato da Benny Safdie.